# Utjecaj manjine
Utjecaj manjine je jedan od oblika socijalnog utjecaja, koji se odvija kada se utječe na većinu da prihvati vjerovanje i ponašanje manjine. Za razliku od ostalih oblika utjecaja ovaj u najviše slučajeva uključuje personalnu promjenu vlastitog mišljenja. Ova personalna promjena u mišljenju se naziva preobrazba. Ovaj tip utjecaja će se najvjerojatnije dogoditi ako je manjina dosljedna, fleksibilna, i dopadljiva većini.

## Studije o utjecaju manjine
Skoro sva rana istraživanja utjecaja manjine koncentrirala su se na način na koji većina utječe na manjinu. To je bilo zbog pretpostavke mnogih psihologa da je teško da manjina uopće ima ikakav utjecaj na većinu. Moscovici je bio drukčiji, jer je vjerovao da utjecaj manjine može nadjačati utjecaj većine. Zato je proveo svoje istraživanje o utjecaju manjine 1969. godine. Istraživanje je bilo jako važno jer je bilo jedno od prvih koja pokazuju da je manjina sposobna promijeniti mišljenje većine. Također pokazuje veliki značaj dosljednosti manjine – ako se želi postići utjecaj na većinu. Istraživanje koje je proveo Moscovici i njegovih kolega otvorilo je vrata drugim istraživanjima na ovu temu.

## Faktori koji utječu na utjecaj manjine

### Veličina manjine
Oboje, Moscovici i Nemeth (1974), su dokazali da je manjina od jednog čovjeka utjecajnija od manjine koja se sastoji od više od jednog čovjeka, jer je vjerojatnije da će jedan čovjek stajati iza svojega mišljenja duže vrijeme i neće privući preveliku pažnju većine. S druge strane, vjerojatnije je da će dvoje ljudi biti utjecajnije od jednog čovjeka, jer je manje vjerojatno da će izgledati neobično ili nastrano. Nedavna istraživanja podržavaju ovaj pravac zbog vjerovanja da manjina od dvoje ili više ljudi, ako je dosljedna uporna, ima veću kredibilitet i zbog toga je vjerojatnije da će utjecati na većinu.

### Veličina većine
Model socijalnog utjecaja (Latané and Wolf. 1981) predviđa da ako veličina većine raste, utjecaj manjine pada, oboje javno i privatno. Clark i Maass (1990) su proučavali međudjelovanje utjecaja manjine na većinu različitih veličina. Manjina za istraživanje je određena na 2 saveznika koji će biti uporni kao u Moscovici-vom istraživanju. Većina u Moscovici-vom istraživanju je bila 4 na manjinu od 2. Ovaj put većina je povećana na 8 i 12 na isti veličinu manjine. Rezultat je pokazao da ako u Moscovici-vom istraživanju većina naraste iznad 4 ne bi bilo dokaza utjecaja manjine.

### Stil ponašanja
Moscovici i Nemeth (1974) su dokazali da je utjecaj manjine djelotvoran, ako je dosljedan i ako postoji dogovor među članovima manjine. Ako je dosljednost izgubljena, tada manjina gubi svoju vjerodostojnost. Ovo se može dogoditi ako član manjine prebjegne većini, i tako šteti dosljednosti i udruženosti manjine. Kada se takvo što dogodi manje je vjerojatno da će se članovi većine pridružiti manjini.

### Situacijski faktori
Neka istraživanja su pokazala da na položaj osobe utječe nivo utjecaja manjine koji ona vrši. Na primjer, netko pozicioniran blizu nekog drugog najvjerojatnije će utjecati na mišljenje i/ili ponašanje te druge osobe. Nadalje, oni na čelu stola imat će više utjecaja nego oni na manje važnim mjestima.

### Ne-situacijski faktori
Moscovici je pretpostavio da je dosljednost ključna karakteristika uspješnog utjecaja manjine, dok je Nemeth ukazao da pretjerana dosljednost ima negativno djelovanje na utjecaj manjine. Nerazumno povjerenje i nedostatak fleksibilnosti su također istaknuti kao faktori ograničavanja utjecaja manjine.

## Objašnjenje zašto ljudi popuštaju utjecaju manjine

### Identificiranje unutar grupe
Maass (1982) je organizirao da grupa heteroseksualaca sluša debatu o pravima homoseksualaca. Rezultati su pokazali da se većina heteroseksualaca lakše povezala s heteroseksualnom debatnom grupom. Tako manjinska homoseksualna grupa ima manje utjecaja. Utjecaj će se najvjerojatnije dogoditi ako je manjina (ili većina) dio naše grupe, jer ćemo najviše biti pod utjecajem onih koji su slični nama. Ovo istraživanje proturječi Moscovici–vom pogledu koje kaže da su zastranjene manjine (one izvan naše grupe) neophodne kako bi došlo do utjecaja manjine. Manjine u našoj grupi su obično uspješne, jer su gledane kao dio naše grupe i zbog toga su njihove ideje prihvatljivije. Manjine izvan naše grupe će najvjerojatnije biti diskriminirane, jer nisu gledane kao dio naše grupe i zbog toga je vjerojatnije da ćemo na njih gledati kao strane, tuđe.

### Socijalna kriptoamnezija
U grupi kada više članova promjene mišljenje i pridruže se manjini, manjina postaje većina. Ovo je Van Avermaet (1996) nazvao snowball efekt, jer je to postepen razvoj podrške koji dobiva na snazi. Međutim, utjecaj manjine je promjena u osobnom mišljenju, dok je utjecaj većine samo promjena javnog mišljenja – pa kako onda to još uvijek može biti utjecaj manjine? To može biti zbog socijale kriptoamnezije. Primjećeno je da promjene stava većine nastupaju promjenom vremena u kojem živimo (zeitgeist). U povijesti manjine su mijenjale stavove društva, a stav društva mijenja osobno mišljenje većine u tom društvu. Perez et al. (1995) je nazvao ovo socijalna kriptoamnezija i zaslužan je za inovcaiju manjine.

## Daljnje istraživanje

### Kombinirani utjecaj manjine i većine
Postoji dokaz koji sugerira da je moguća suradnja utjecaja manjine i utjecaja većine. Istraživanje koje je proveo Clark (1994) upotrebljava situaciju porote iz filma 12 gnjevnih ljudi da bi ispitao socijalni utjecaj. Neki sudionici su morali samo pročitati argumente jednog lika (koji je glumio manjinu), dok je drugoj grupi također rečeno kako je promijenio mišljenje ostatku porote. Socijalni utjecaj je bio prisutan u obje grupe, ali je bio jači u grupi kojoj su bili otkriveni argumenati (utjecaj manjine) i znanje da se porota promijenila i prihvatila te argumente (utjecaj većine).

## Primjeri utjecaja manjine
Postoji nebrojivo puno primjera utjecaja manjine na svim razinama društva kroz povijest i utjecaj manjine je vještina najutjecajnijih ljudi u povijesti. Primjer poznatih ljudi koji su utjecali na ponašanje i mišljenje drugih: Matrin Luther King, Adolf Hitler, Karl Marx i Emmeline Pankhurst. Političari su moderan primjer, koji koriste dosljednost, raspravljanje, fleksibilnost i autoritet kako bi stekli utjecaj nad drugima.